# Techniques & Culture
Techniques & Culture est une revue semestrielle d’anthropologie française fondée en 1977 à Paris par Robert Cresswell, avec le parrainage de Lucien Bernot, André G. Haudricourt, André Leroi-Gourhan et Axel Steensberg, actuellement dirigée par Gil Bartholeyns. Elle s’intéresse en particulier l'anthropologie des techniques et des objets comme productions sociales au cœur des rapports entre les sociétés et leur environnement.
Techniques & Culture publie des numéros thématiques et recouvre un collectif de chercheurs dont font partie François Sigaut, Pierre Lemonnier, Madeleine Akrich ou Nathan Schlanger. Techniques & Culture est publiée par les Éditions de la Maison des Sciences de l'Homme jusqu'en 2015, puis par les Éditions de l'EHESS.
Les analyses de la revue émanent de disciplines diverses mais relèvent toujours de l'anthropologie au sens large et se fondent sur des terrains et des situations détaillés. Car toutes les cultures, même très « exotiques », admettent dans leurs conduites les plus banales quelques postulats d'efficacité pratique, y compris quand elles ne tracent pas dans le discours des démarcations qui semblent aller de soi telles que « la technique » ou « le travail ».
En 2016, la revue change de format pour donner encore plus de place aux documents et aux illustrations et expérimente des modes alternatifs de restitution de la recherche et des terrains avec la création plusieurs formats d'écriture.
Revue internationale de rang A, Techniques & Culture est accessible en texte intégral sur OpenEdition Journals à partir du numéro 35. En 2017, la création du Carnet de Techniques & Culture offre un lieu de médiation collective aux membres du réseau de la revue en livrant des interviews, des débats, des répliques qui animent le domaine de l'anthropologie des cultures matérielles, ainsi que les événements programmés.
En 2021, Techniques & Culture s'associe aux Éditions Premier Parallèle en créant une série « La vie des choses ». Cette série a pour ambition de renouveler le regard sur les objets et les techniques en offrant au lecteur des clés de lecture pratiques et des récits de terrain. À raison de deux titres par an, la série a été lancée avec les ouvrages de Gil Bartholeyns et Manuel Charpy, L'étrange et folle aventure du grille pain, de la machine à coudre et des gens qui s'en servent, et de Mikaëla Le Meur, Le mythe du recyclage.

## Prise de position
En janvier 2020, dans la foulée de la mobilisation organisée par le collectif des revues en lutte contre les projets de loi visant les retraites et la recherche, la rédaction en chef de Techniques & Culture marque sa position dans édito cosigné. En décembre 2020 paraît le numéro Semer le trouble. Soulèvements, subversions, refuges pour manifester, par l'activité de la recherche en sciences sociales – ambition relevée par Mediapart–, son opposition au projet de loi de programmation pluriannuelle de la recherche (LPPR). Épuisé moins d'un mois après sa sortie, l'ouvrage fait l'objet d'une réimpression en janvier 2021.

## Numéros déjà parus
- 78 | 2022 Mécaniques rituelles[6], sous la direction de Sébastien Galliot, Pierre Lemonnier et Frédéric Joulian.
- 77 | 2022 Fabriquer le genre[7], sous la direction de Pascale Bonnemère, Franck Cochoy et Clovis Maillet.
- 76 | 2021 Waza, l'art ineffable de l'apprentissage[8], sous la direction de Frédéric Joulian, Masaki Shimada, Akira Takada et Xiaojie Tian
- 75 | 2021 Abîmes, abysses, exo-mondes[9], sous la direction de Stéphane Rennesson et Annabel Vallard.
- 74 | 2020 Semer le trouble[4], sous la direction de Matthieu Duperrex et Mikaëla Le Meur.
- 73 | 2020 Biomimétismes[10], sous la direction de Lauren Kamili, Perig Pitrou et Fabien Provost.
- 72 | 2019 En cas de panne, sous la direction de Mathilde Bourrier et Nicolas Nova.
- 71 | 2019 Technographies, sous la direction de Baptiste Buob, Denis Chevallier et Olivier Gosselain.
- 70 | 2018 Matérialiser les désirs, sous la direction de Pierre-Olivier Dittmar, Pierre Antoine Fabre, Thomas Golsenne et Caroline Perrée.
- 69 | 2018 Le temps des aliments, sous la direction de Marie-Pierre Julien, Olivier Wathelet et Lucie Dupré
- 68 | 2017 Mondes infimes, sous la direction de Tiziana Nicoletta Beltrame, Sophie Houdart et Christine Jungen
- 67 | 2017 Low Tech ? Wild Tech ! sous la direction de Emmanuel Grimaud, Yann Philippe Tastevin et Denis Vidal
- 65-66 | 2016 Réparer le monde, sous la direction de Frédéric Joulian, Yann Philippe Tastevin et Jamie Furniss
- 64 | 2015 Essais de bricologie. Ethnologie de l'art et du design contemporains, sous la direction de Thomas Golsenne et Patricia Ribault
- 63 | 2015 Pâturages
- 62 | 2014 Le corps instrument
- 61 | 2013 Vivre le sable !
- 60 | 2013 Le Cadavre en procès
- 59 | 2012 Itinéraires de coquillages
- 58 | 2012 Objets irremplaçables
- 57 | 2011 Geste et Matière
- 56 | 2011 Habiter le temporaire
- 54-55 | 2010 Cultures matérielles
- 52-53 | 2009 Technologies
- 51 | 2009 Des Choses, des gestes, des mots
- 50 | 2008 Les Natures de l'homme
- 48-49 | 2007 Temps, corps, techniques et esthétique
- 45 | 2005 Apprendre la mer
- 43-44 | 2004 Mythes. L'origine des manières de faire
- 42 | 2004 Du virtuel@l'âge du fer.com
- 41 | 2003 Briques : le cru et le cuit
- 40 | 2003 Efficacité technique, efficacité sociale
- 39 | 2002 Sports et corps en jeu
- 38 | 2002 La céruse
- 37 | 2001 L'araire en Himalaya
- 35-36 | 2001 Traversées
- 1 | 1976 Bulletin de l'équipe "Techniques, milieu et culture"

### Sommaires uniquement[11]
- 34 | 2000 Soieries médiévales
- 33 | 1999 Entre histoire et tradition
- 31-32 | 1999 Dynamique des pratiques alimentaires
- 30 | 1998 Labyrinthe
- 29 | 1998 De la Chines et des Andes
- 28 | 1997 Accès aux savoirs d'autrui
- 27 | 1996 Du chat cuit au Chaco
- 25-26 | 1996 Les objets de la médecine
- 23-24 | 1995 Cultures de bêtes... Outils qui pensent ?
- 22 | 1995 Varia
- 21 | 1994 Atouts et outils de l'ethnologie des techniques
- 20 | 1993 Variables et constantes
- 19 | 1993 Itinéraires, escales
- 17-18 | 1992 Préhistoire et ethnologie, le geste retrouvé
- 16 | 1991 Des Machines et des hommes
- 15 | 1991 Du soufflé à la forge
- 14 | 1990 Inde
- 13 | 1990 Corpus
- 12 | 1989 Symboles et procès techniques
- 11 | 1988 Persistances et Innovations
- 10 | 1988 D'autres idées pour observer
- 9 | 1987 Des idées pour observer
- 8 | 1987 Techniques moyen-orientales
- 7 | 1986 De l'Himalaya au haut Atlas. De l'Asir aux Andes
- 6 | 1986 Par où passe la technologie II
- 5 | 1985 Par où passe la technologie I
- 4 | 1985 Aspects des agricultures insolites de l'Amérique indienne
- 3 | 1984 Des choses dont la recherche est laborieuse...
- 2 | 1983 Actes de la table ronde Technologie culturelle
- 1 | 1983 Actes de la table ronde Technologie culturelle

## Varia
Depuis 2018, Techniques & Culture publie, au fil de l'eau, des articles dans une rubrique appelée en ligne Varia. Cette rubrique contient notamment un dossier consacré à l'Anthropologie de la vie et des nouvelles technologies (2019) coordonné par Morgan Meyer et Perig Pitrou.

## Ouvrage de la collection Carnets, série «La vie des choses» aux Éditions Premier Parallèle
- Claire Dutrait et Franck Cochoy, Affaires de règles. Coupe menstruelle, choses publiques et techniques du corps, Premier Parallèle, 2023, 208 p.
- Nicolas Nova, Exercices d'observation. Dans les pas des anthropologues, des écrivains, des designers et des naturalistes du quotidien, Premier Parallèle, 2022, 172 p.
- Matthieu Duperrex, La Rivière et le Bulldozer, Premier Parallèle, 2022, 136 p.
- Mikaëla Le Meur, Le Mythe du recyclage, Premier Parallèle, 2021, 144 p.
- Gil Bartholeyns et Manuel Charpy, L'Étrange et folle aventure du grille pain, de la machine à coudre et des gens qui s'en servent, Premier Parallèle, 2021, p. 224.